# Léon Sée
Léon Sée (n. 23 septembrie 1877, Lille, Franța – d. 21 martie 1960, Paris, Île-de-France, Franța) a fost un scrimer francez, medaliat olimpic. A participat la o ediție a Jocurilor Olimpice (1900) în care a câștigat două medalii de bronz.